# Anwar Chowdhry

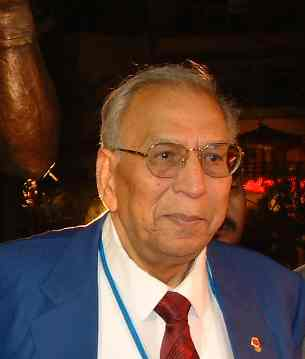
Anwar Chowdhry (2004)

Anwar Khurshid Chowdhry (* 26. Oktober 1923 in Jalalpur, Punjab, Jattan, Gujrat District Pakistan; † 19. Juni 2010 in Karatschi, Pakistan) war ein pakistanischer Sportfunktionär, der von 1986 bis 2006 Präsident der International Boxing Association war. Er gilt als der Erfinder der Computer gestützten Punktewertung im Boxen. Außerdem wurden schwere Korruptionsvorwürfe gegen ihn erhoben; 2007 wurde er lebenslang für alle Verbandsaktivitäten gesperrt.

## Leben
Chowdhry besuchte die Sindh Madrasatul Islam High School und studierte Elektroingenieur zum Bachelor an der NED University of Engineering and Technology, in Karatschi in 1950 sowie den MBA von derselben Universität 1952. Er wurde von seiner Hochschule als Lecturer übernommen, wurde 1958 zum Associate Professor und 1968 als Professor und Institutsdirektor übernommen. 1977 ging er in den vorzeitigen Ruhestand, um sich ganz seiner Karriere in der Sportverwaltung zu widmen.

### Sportlaufbahn
Nach einer Laufbahn als aktiver Boxer wurde Chowdhry Generalsekretär der Pakistan Boxing Federation (PBF) von 1959 bis 1984 und Präsident des Verbandes von  1984 bis 2008. Zusätzlich fungierte er als Direktor des Hochschulsports der Universität Karatschi.
1962 war er Mitgründer der Asian Boxing Federation und arbeitete von 1962 bis 1990 als deren Generalsekretär, anschließend bis 2006 als deren Präsident. Von 1966 bis 1974 war er zusätzlich Vizepräsident der  International Boxing Association (AIBA) und von 1974 bis 1986 der Generalsekretär desselben Verbandes. Anschließend wurde er von 1986 bis 2006 der Präsident. Bei den Olympischen Sommerspielen 1984 wurde er als bester Boxkampfrichter ausgezeichnet. 2006 wurde er als Präsident abgewählt. Das von Chowdhry entwickelte Computerized Scoring System wurde zwischen 1988 und 2013 international angewandt. 2007 wurde Chowdhry lebenslang für alle Aktivitäten im Boxen gesperrt, da er Gelder der AIBA veruntreut haben sollte. Er wird dem Adidas-Imperium zugerechnet. Er gilt als ein prominentes frühes Beispiel der weitverbreiteten Korruption im olympischen Spitzensport.

## Auszeichnungen
- 1992 Olympischer Orden (IOC)
- 1995 Verdienstorden der UNESCO
- 1999 Pakistan: Sitara-i-Imtiaz' (Star of Excellence)
- 2000 Thailand: Order of the Direkgunabhorn
- 2001 Aserbaidschan: Verdienstorden
- 2001 Marokko: Verdienstorden
- Dr. h. c. Azerbaijan University, State University of Uzbekistan, University of Eastern Philippines, Armenian State Institute of Physical Culture
- Professor h. c. Kazakh Institute of Physical Education and Sports